# Оленица
Оленица (рус. Оленица) река је која протиче јужним делом Кољског полуострва на подручју Мурманске области Русије. Протиче преко територије Терског рејона. Свој ток завршава на северној обали Кандалакшког залива Белог мора.
Свој ток започиње у мочварном подручју недалеко од језера Очаозеро на надморској висини изнад 133 метра. Протиче преко подручја обраслог густим шумама, местимично преко нижег и мочварнијег земљишта. У њеном кориту се налазе бројни брзаци. Најважнија притока је река Лај.
Укупна дужина водотока је 64 km, док је површина сливног подручја око 403 km².
На ушћу се налази истоимено село Оленица са 27 становника (по подацима из 2010).